# 释净良
释净良（1929年—2021年4月2日），法名果忠，字淨良，號壽光樓主、逸雲山人，別號彌陀侍者，福建福安人，中华民国佛教僧人，台北市北投區彌陀寺開山住持，曾任台北市佛教會第7-10屆及第12屆理事長、台北縣佛教會（今新北市佛教會）第3-8屆理事長、中華佛寺協會第1-2屆創會理事長、中国佛教会第15-16屆理事长、第17-19屆名誉理事长。

## 生平
1946年農曆九月十九日觀世音菩薩出家紀念日，投禮於福安福慶寺清亮和尚座下剃度出家，同年十月於福州鼓山湧泉寺受具戒，隨後即入禪堂學參。
1949年2月隨心悟、心然二師，進入台灣佛學院親近慈航菩薩研習佛典，嗣被分發至基隆月眉山靈泉禪寺「台灣佛學院分院」學習，旋又回歸汐止彌勒內院，慈航菩薩座下聽教，曾至新竹靈隱寺「台灣佛教講習會」親近大醒法師
1953年10月動土興建北投彌陀寺。
1973年6月至1999年2月，出任臺北縣佛教會（今新北市佛教會）第三屆-第八屆理事長，長達26年。
1981年，親近時任中國佛教會理事長白聖長老，賜法名定紹。同年12月接任台北市佛教會第七屆-第十屆及第十二屆理事長，長達20年。
1992年5月22日，出任中華佛寺協會第一屆、第二屆創會理事長。
1993年6月15日，中國佛教會正式成立兩岸佛教界交流委員會，並以常務理事身分兼任主任委員。
2001年11月，受時任中國佛教會理事長淨心長老之力推，接任第十五屆理事長，兩岸佛教交流逐漸進入穩定狀態，2006年2月改組時堅持不再連任，又因淨心長老及全體理監事之擁護，連任第十六屆理事長，於2010年11月正式卸任。
2021年4月2日清晨4時於彌陀寺方丈室安詳圓寂，享世壽92歲，僧臘76年，戒臘75載。